# Diecezja Pyain
Diecezja Pyain – rzymskokatolicka diecezja w Mjanmie. Powstała w 1940 jako prefektura apostolska Akyab. W 1957 przemianowana na prefekturę Prome. Podniesiona do rangi diecezji w 1961, pod obecną nazwą od 1991.

## Ordynariusze
- bp Thomas Albert Newman, M.S. (1940–1975)
- bp Joseph Devellerez Thaung Shwe (1975–2010)
- bp Gregory Taik Maung (1991–2010 administrator apostolski)
- bp Alexander Pyone Cho (2010–2024)
- bp Peter Tin Wai (2025–nadal)